# Claudio Bortolotto
Claudio Bortolotto (Orsago, 19 maart 1952) was een Italiaans wielrenner. Hij wist van 1979 tot 1981 drie keer achter elkaar het bergklassement in de Ronde van Italië te winnen.

## Palmares
1977
11e etappe Ronde van Italië
GP Industria & Commercio di Prato
1978
1e etappe Grand Prix du Midi Libre
Eindklassement Grand Prix du Midi Libre
1979
4e etappe Ronde van Italië
Bergklassement Ronde van Italië
1980
Bergklassement Ronde van Italië
1981
Coppa Sabatini
Bergklassement Ronde van Italië
1982
3e etappe Ronde van Duitsland

### Resultaten in voornaamste wedstrijden
| Jaar | Ronde van Italië | Ronde van Frankrijk | Ronde van Spanje |
| ---- | ---------------- | ------------------- | ---------------- |
| 1973 |                  |                     |                  |
| 1974 | 35e              |                     |                  |
| 1975 |                  |                     |                  |
| 1976 | 22e              |                     |                  |
| 1977 | 8e (1)           |                     |                  |
| 1978 | 8e               |                     |                  |
| 1979 | 15e (1)          |                     |                  |
| 1980 | 25e              |                     | opgave           |
| 1981 | 9e               |                     |                  |
| 1982 | opgave           |                     |                  |
| 1983 | 34e              |                     | 14e              |
| 1984 | 38e              |                     | opgave           |

| Jaar | Milaan-San Remo | Ronde van Lombardije | Coppa Sabatini | Milaan-Turijn | Trofeo Laigueglia |  | WK op de weg |
| ---- | --------------- | -------------------- | -------------- | ------------- | ----------------- |  | ------------ |
| 1973 |                 |                      |                |               |                   |  |              |
| 1974 | 26e             |                      |                |               | 26e               |  |              |
| 1975 |                 | 13e                  |                | 26e           |                   |  |              |
| 1976 |                 |                      |                |               | 27e               |  |              |
| 1977 | 126e            |                      |                |               | 16e               |  | 24e          |
| 1978 |                 |                      |                |               |                   |  | 18e          |
| 1979 |                 |                      |                |               |                   |  |              |
| 1980 | 21e             |                      |                |               |                   |  |              |
| 1981 |                 |                      | Goud           | 17e           |                   |  |              |
| 1982 | 6e              |                      | 37e            |               |                   |  |              |
| 1983 |                 |                      |                |               |                   |  |              |
| 1984 |                 |                      |                |               |                   |  |              |

Barone ·
Borgognoni · 
Bortolotto ·
Ceruti ·
Guerrieri ·
Landoni ·
Maffei · 
Natale · 
Panizza ·
Alberto Saronni ·
Antonio Saronni ·
Giuseppe Saronni  ·
Van Calster ·
Zuanel
Bortolotto ·
Ceruti ·
Guerrieri ·
Natale · 
Pevenage ·
Piovani ·
Santimaria ·
Alberto Saronni ·
Antonio Saronni ·
Giuseppe Saronni  ·
Thurau ·
Van Calster ·
Vigouroux ·
Vitali
Bombini ·
Bortolotto ·
Ceruti ·
Cesarini ·
Guerrieri ·
Natale · 
Pevenage ·
Piovani ·
Santimaria ·
Alberto Saronni ·
Antonio Saronni ·
Giuseppe Saronni ·
Van Calster ·
Vitali